# Dolores Jiménez y Muro
Dolores Jiménez y Muro née le 7 juin 1848 à Aguascalientes au Mexique et morte le 15 octobre 1925  à Mexico est une institutrice et révolutionnaire mexicaine. Elle se fait connaître pendant la révolution mexicaine en tant qu'activiste et réformatrice socialiste, journaliste et éditrice de plusieurs journaux comme Regeneración y Concordia. Elle fonde les Filles d'Anahuac, un groupe d'environ trois cents femmes libertaires qui réclament de meilleures conditions de travail pour les femmes et préconisent des grèves ouvrières. Elle est l'une des fondatrices du féminisme mexicain.
Elle fait plusieurs séjours en prison pour ses idées. Elle est la rédactrice du Plan politique et social de Tacubaya qui vise à déposer le président Porfirio Díaz. Elle est partisane et associée du général Emiliano Zapata dans son Armée du Sud et avec qui elle participe à la rédaction du Plan d'Ayala (en) qui consacre la rupture de Zapata avec Madero.

## Biographie

### Enfance et formation
Dolores Jiménez y Muro est née le 7 juin 1848 à Aguascalientes, au Mexique, mais sa famille déménage à San Luis Potosí en 1860. Elle grandit dans la classe moyenne supérieure de San Luis Potosí, où son père est avocat. La famille compte de nombreux amis libéraux et, dès son enfance, Jiménez est confrontée à des idées venues de l'étranger et libérales.
Elle ne reçoit pas d'éducation formelle et étudie à la maison, mais on l'encourage à poursuivre son talent pour la poésie. Le poète Manuel José Othón (en) et sa sœur Josefa Esther se marient, ce qui a pu la motiver à continuer la poésie. En 1874, elle est invitée par le gouvernement de l'État à lire ses poèmes lors d'une célébration officielle des fêtes de l'indépendance de septembre car elle était connue pour son amour de la poésie. Le poème qu'elle écrit à cette occasion parle de l'aspiration à un pays meilleur et se termine par la strophe suivante :

« Tu es, ô beau pays, le plus aimé :

Dieu veuille que cet amour éternel soit !

Que tu sois du monde entier respecté !

Que tu sois grand, très grand, et que je le voie ! »

— Dolores Jiménez y Muro - San Luis Potosí, septembre 1874, publié dans La Sombra de Zaragoza. 15 septembre 1874
Ces poèmes sont ensuite rassemblés dans un livre et publiés sous le titre Un rayo de luz (Un rayon de lumière).
En 1883, Jiménez perd ses deux parents et commence à enseigner dans une école. Elle prend conscience de la facilité avec laquelle on peut tomber dans la pauvreté ou être exploité.

### Le radicalisme pré-révolutionnaire
Jiménez publie dans La Esmeralda et La Sombra de Zaragoza et devient en 1902 directrice de la revue La Potosina. Elle continue d'enseigner dans le système scolaire rural jusqu'en 1904, date à laquelle elle s'installe à Mexico. Elle publie des articles contre le régime de Porfirio Díaz et est arrêtée. En prison, elle rencontre Elisa Acuña, Juana Belén Gutiérrez de Mendoza et Inés Malváez qui trente ans de moins qu'elle. Depuis la prison, elle commence à publier une revue radicale, Fiat Lux. En 1905, elle rejoint l'équipe de La Mujer Mexicana (Femmes mexicaines), pour laquelle elle travaille jusqu'en 1908. Elle publie également des articles dans le Diario del Hogar (Journal du foyer).
En 1907, Jiménez, Acuña et Gutiérrez fondent les Filles d'Anahuac, un groupe d'environ trois cents femmes libertaires qui réclament de meilleures conditions de travail pour les femmes et préconisent des grèves ouvrières. En 1908, Jiménez fonde, avec Acuña, Gutiérrez et Jose Edilberto Pinelo, une organisation ouvrière à Mexico appelée Socialisme mexicain. En 1910, Jiménez et d'autres fondent le Club Femenil Antirreeleccionista Hijas de Cuauhtémoc (Club de femmes anti-réélectionnistes : filles de Cuauhtémoc) dont elle devient présidente. Le club, dont les membres Mercedes Arvides et Julia Nava de Ruisánchez organisent une manifestation à Mexico le 11 septembre 1910 pour protester contre la fraude électorale avec le slogan « il est temps que les femmes mexicaines reconnaissent que leurs droits et obligations dépassent le cadre du foyer ». Ces activités et une tentative de rébellion ratée par les partisans de Camilo Arriaga aboutissent à l'arrestation de Jiménez, Acuña, Gutiérrez et María Dolores Malváes et à leur emprisonnement à la forteresse de San Juan de Ulúa, dans le golfe du Mexique.

### Radicalisme révolutionnaire
Emprisonnée en 1911, Jiménez poursuit ses activités politiques en prison et fonde Regeneración y Concordia, afin de promouvoir les changements qu'elle souhaite voir se produire au Mexique. Elle envisage un pays où l'économie soit considérablement améliorée et où des réformes foncières soient mises en œuvre. Elle souhaite également des changements pour améliorer les conditions de vie des femmes et des populations indigènes. Regeneración y Concordia a des objectifs féministes auxquels ses partenaires, Acuña, Gutiérrez et Sara Estela Ramírez se sont jointes pour attirer l'attention sur les préoccupations des femmes. Jiménez est considérée, avec elles, comme l'une des fondatrices du féminisme mexicain. Ces femmes comme Jiménez, Gutiérrez et Acuña sont des journalistes, des fondatrices de groupes politiques ouvriers et féminins, des fondatrices de journaux et de revues, des stratèges et des dirigeantes de manifestations publiques, mais aussi des prisonnières politiques, des intellectuelles en exil ou des organisatrices de diverses activités clandestines. Elles sont des professionnelles de la lutte révolutionnaire, capables de discuter de leurs propositions avec leurs camarades de lutte ou, comme Jiménez le fait depuis sa prison, de débattre avec les ennemis les plus haut placés, tels qu'Aureliano Blanquet.

#### Plan politique et social de Tacubaya
En mars 1911, Francisco I. Madero lance un appel à manifester dans plusieurs états et Jiménez organise les manifestations. Elle est l'une des principales contributrices au Complot de Tacubaya, qui vise à déposer le président Porfirio Díaz en faveur de Francisco I. Madero. On lui attribue à l'unanimité la rédaction du Plan politique et social de Tacubaya, publié le 18 mars 1911, qui expose les idées et les objectifs des conspirateurs.
Derrière cette révolte se trouvent, entre autres, Elisa Acuña, Josefa Arjona, Eulalia Jiménez Méndez (en), Crescencia Garza, Juana Belén Gutiérrez de Mendoza, Camilo Arriaga, Carlos y Francisco José Múgica (en), les frères Melchor, Rodolfo y Gildardo Magaña (en), José Vasconcelos, Antonio Navarrete, José Rodríguez Cabo, Juan Jiménez Méndez y su madre María de los Ángeles Méndez. Les femmes qui ne sont pas en mesure d'accomplir des tâches d'écriture et d'analyse politique participent à l'organisation du soulèvement, comme la femme de Camilo Arriaga, par exemple, qui confectionne les badges, et sa belle-sœur qui dactylographie diverses proclamations.
Ce plan préconise la poursuite des revendications formulées par le Parti libéral mexicain en 1906, notamment des salaires équitables, des logements abordables, l'amélioration des conditions de travail et la limitation des investissements étrangers. Le plan encourage également la décentralisation du système éducatif du pays, partant du principe que les besoins d'une école sont mieux satisfaits lorsque l'école est financée et contrôlée au niveau local, la réduction des loyers des logements et la construction de maisons hygiéniques pour les travailleurs. Il insiste aussi pour que les entreprises étrangères qui opèrent au Mexique soient tenues d'employer des mexicains pour au moins la moitié de leur main-d'œuvre. Il demande le rétablissement de la liberté de la presse, la réorganisation des communes supprimées, l'obligation pour les grands propriétaires terriens de céder les terres qu'ils n'exploitent pas à ceux qui peuvent les travailler et l'abolition de tous les monopoles. Il proclame comme loi suprême la Constitution de 1857 en ce qui concerne le vote libre et la non-réélection. Jiménez insiste surtout pour que les salaires soient augmentés pour les femmes comme pour les hommes, la réduction de la durée du travail à huit heures, la protection des indigènes et la recherche de leur dignité et de leur prospérité.
Le plan de Tacubaya est conforme aux exigences du Parti libéral mexicain, ce qui est logique puisque Jiménez, Gutiérrez de Mendoza et Acuña faisaient partie des rangs du Parti libéral mexicain et participent à la rédaction du manifeste publié le 1er juillet 1906.
Le plan est proclamé dans les états de Guerrero, Michoacan, Tlaxcala, Puebla, Campeche et le district fédéral, et signé dans les montagnes de Guerrero le 18 mars 1911 et se termine par le slogan « A bas la dictature ! ».

#### Mouvement zapatiste
Après la lecture du plan à Mexico le 31 octobre 1911, le président par intérim Francisco León de la Barra fait arrêter Jiménez. Malgré son âge (elle a plus de soixante ans alors que la plupart de ses compatriotes révolutionnaires ont une vingtaine d'années), sa libération est refusée jusqu'à ce qu'elle entame une grève de la faim. Elle se rend compte que Madero n'est pas le partisan des réformes radicales qu'elle soutient et à l'invitation expresse du général Emiliano Zapata, elle rejoint les rangs du mouvement zapatiste et se rapproche de Zapata. Elle travaille comme enseignante, écrivaine et conférencière au sein du mouvement. Jiménez est mentionnée comme auteur du Proemio, mais pas comme conseillère probable pour la rédaction du reste du Plan d'Ayala (en)publié le 28 novembre 1911 et qui consacre la rupture de Zapata avec Madero. Malgré son âge avancé, elle accompagne l'armée zapatiste en divers endroits. Pour Gildardo Magaña, Jiménez est une enseignante cultivée, une journaliste dynamique et une révolutionnaire méridionale immaculée. La haute estime dans laquelle Magaña la tenait l'a amené à reconnaître devant les plus proches collaborateurs d'Emiliano Zapata que c'est Jiménez qui a donné un sens aux slogans de l'Armée du Sud.

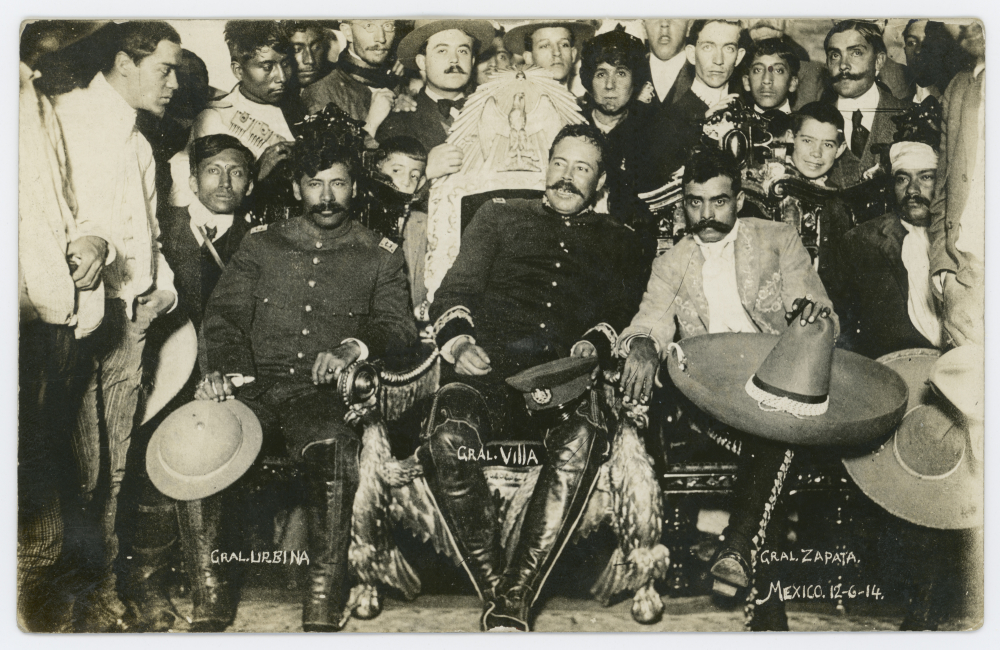
Les généraux Urbina, Villa et Zapata au Palais national de Mexico, le 6 décembre 1914

Lors de la rencontre des généraux Tomas Urbina, Pancho Villa et Emiliano Zapata au Palais national de Mexico le 6 décembre 1914, une photographie historique est prise. Parmi tous ces personnages, une femme se distingue derrière Zapata ; des historiens comme Ana Lau Jaiven (en) et Oresta López Pérez mentionnent qu'il s'agit de Dolores Jiménez y Muro, ce qui est tout à fait logique puisqu'il s'agit d'une proche collaboratrice de Zapata, qui conseillait le Caudillo sur des questions politiques.
Elle dirige le journal La voz de Juárez, qui dénonce le coup d'État de Victoriano Huerta visant à renverser Madero. Zapata la nomme au poste de général de brigade, mais cela ne suffit pas à éviter un emprisonnement de onze mois ordonné en 1914 par Huerta,. Elle est durement traitée malgré son âge car ses aptitudes intellectuelles, la capacité critique, le militantisme politique et ses capacités d'écrivaine au service de la révolution, d'abord avec les clubs libéraux, puis avec Madero et enfin avec Zapata, sont largement connus. Libérée, elle rejoint Zapata jusqu'à l'assassinat de ce dernier en 1919.
Dans la lettre qu'elle écrit à Blanquet depuis sa prison le 3 mars 1914, elle déclare : « ...orpheline de père et de mère dès mon plus jeune âge ; vivant toujours de mon travail, et, depuis quelque temps, seule au monde, je n'ai d'autre influence que celle de mon jugement et de ma conscience, n'aspirant à rien de matériel et ne me louant de rien, si ce n'est de faire le mal, ce qu'il est en mon pouvoir d'éviter... ». Elle y exprime son point de vue sur la cause révolutionnaire qu'elle poursuit. Elle reste fidèle à la cause du peuple et à elle-même, isolée en prison, menacée par Huerta, elle ne cesse de dire son horreur devant tant de sang versé, son désir de trouver la justice quelque part, le rétablissement de la paix, la pacification du pays et le bien de tous.

### L'après-révolution
Dans les dernières années de sa vie, elle continue à travailler comme journaliste pour l'Anahuac et le Correo de las Señoras. Entre 1921 et 1924, Jiménez travaille pour le programme des missions culturelles du ministère de l'Éducation.
Jiménez meurt le 15 octobre 1925 à Mexico, à l'âge de 75 ans.

## Poèmes
- Un rayo de luz[11]
- Al inmortal Hidalgo[12]
- En el Aniversario[12]. Publié dans : La Sombra de Zaragoza. Periódico Oficial del Estado, tomo VIII, número 787, septiembre 15 de 1874, p. 3
- Crepúscuo[12]. Publié dans : Joaquín Antonio Peñalosa, Literatura de San Luis Potosí siglo XIX, UASLP, San Luis Potosí, SLP, 1991, p. 272-273